# Beulah Valley
Beulah Valley é uma Região censo-designada localizada no estado americano de Colorado, no Condado de Pueblo.

## Demografia
Segundo o censo americano de 2000, a sua população era de 1164 habitantes.

## Geografia
De acordo com o United States Census Bureau tem uma área de 285,5 km², dos quais 285,5 km² cobertos por terra e 0,0 km² cobertos por água.

## Localidades na vizinhança
O diagrama seguinte representa as localidades num raio de 40 km ao redor de Beulah Valley. 